# Ивайло Филев
Ивайло Филев е български щангист, европейски шампион, бронзов медалист от Световното първенство в Тайланд през 2007 г.

## Биография
Ивайло Филев е роден през 1987 г. в град Исперих. Негов личен треньор е сребърният олимпийски медалист за България Алан Цагаев.

## Спортна кариера
При подрастващите Филев е двукратен европейски шампион за кадети от 2001 г. и 2002 г., както и двукратен европейски шампион за юноши от 2002 г. и 2003 г.  има и две вицеевропейски титли от Дортмунд, 2003 г. и Палермо, 2006 г.
Дебютира в състезание за мъже на Европейското първенство в Страсбург, Франция. където завършва пети с общ резултат в двубоя от 280 кг. 
Няколко месеца по-късно донася първия за България медал на Световното първенство по вдигане на тежести в Тайланд, спечелвайки бронзовото отличие с двубой от 301 килограма.
След четиригодишно отсъствие от световния подиум поради допинг наказание се завръща на международния подиум през 2013 г. Първо, на европейското в Тирана, Албания в категория до 69 кг. остава седми в състезанието, но е класиран шести поради дисквалификация на конкурент. По-късно през годината във Вроцлав, Полша, завършва шести на Световното първенство в по-долната категория до 62 кг. В крайното класиране остава пети поради дисквалификация на победителя в категорията - Валентин Христов, състезаващ се за Азербайджан.
През следващата 2014 г. постига най-големия успех в кариерата си, печели убедително европейската титла в Тел Авив, Израел в категория до 62 кг. с най-добър резултат и в изхвърлянето, и в изтласкването, завършвайки с три златни медала и 299 кг. в двубоя. В края на годината, на Световото първенство в Алмати, Казахстан записва нула в двубоя, без да успее да запише успешен опит в състезанието.
Това се оказва и последното голямо състезание на Ивайло Филев, чиято кариера е прекратена от повторна санкция за допинг нарушение през 2015 г.

## Спортни постижения
| Година                                                         | Място                                     | кг                                        | Изхвърляне                                | Изхвърляне                                | Изхвърляне                                | Изхвърляне                                | Изтласкване                               | Изтласкване                               | Изтласкване                               | Изтласкване                               | Общо                                      | Място                                     |
| Година                                                         | Място                                     | кг                                        | 1                                         | 2                                         | 3                                         | Място                                     | 1                                         | 2                                         | 3                                         | Място                                     | Общо                                      | Място                                     |
| Състезател на България                                         | Състезател на България                    | Състезател на България                    | Състезател на България                    | Състезател на България                    | Състезател на България                    | Състезател на България                    | Състезател на България                    | Състезател на България                    | Състезател на България                    | Състезател на България                    | Състезател на България                    | Състезател на България                    |
| Световно първенство по вдигане на тежести                      | Световно първенство по вдигане на тежести | Световно първенство по вдигане на тежести | Световно първенство по вдигане на тежести | Световно първенство по вдигане на тежести | Световно първенство по вдигане на тежести | Световно първенство по вдигане на тежести | Световно първенство по вдигане на тежести | Световно първенство по вдигане на тежести | Световно първенство по вдигане на тежести | Световно първенство по вдигане на тежести | Световно първенство по вдигане на тежести | Световно първенство по вдигане на тежести |
| -------------------------------------------------------------- | ----------------------------------------- | ----------------------------------------- | ----------------------------------------- | ----------------------------------------- | ----------------------------------------- | ----------------------------------------- | ----------------------------------------- | ----------------------------------------- | ----------------------------------------- | ----------------------------------------- | ----------------------------------------- | ----------------------------------------- |
| 2007                                                           | Чианг Май, Тайланд                        | 62 кг                                     | 134                                       | 136                                       | 138                                       | 1                                         | 161                                       | 163                                       | 164                                       | 1                                         | 301                                       | 1  [ 3 ]                                  |
| 2013                                                           | Вроцлав, Полша                            | 62 кг                                     | 133                                       | 135                                       | 135                                       | 4                                         | 160                                       | 164                                       | 165                                       | 7                                         | 293                                       | 5                                         |
| 2014                                                           | Алмати, Казахстан                         | 62 кг                                     | 135                                       | 135                                       | 135                                       | -                                         | 162                                       | ---                                       | ---                                       | -                                         | ---                                       | -                                         |
| Европейско първенство по вдигане на тежести                    |                                           |                                           |                                           |                                           |                                           |                                           |                                           |                                           |                                           |                                           |                                           |                                           |
| 2007                                                           | Страсбург, Франция                        | 62 кг                                     | 125                                       | 128                                       | 128                                       | 4                                         | 152                                       | 155                                       | 155                                       | 8                                         | 280                                       | 5                                         |
| 2013                                                           | Тирана, Албания                           | 69 кг                                     | 135                                       | 137                                       | 138                                       | 7                                         | 160                                       | 166                                       | 166                                       | 7                                         | 303                                       | 6                                         |
| 2014                                                           | Тел Авив, Израел                          | 62 кг                                     | 133                                       | 136                                       | 137                                       | 1                                         | 160                                       | 163                                       | 166                                       | 1                                         | 299                                       | 1  [ 6 ]                                  |
| Световно първенство по вдигане на тежести за юноши и девойки   |                                           |                                           |                                           |                                           |                                           |                                           |                                           |                                           |                                           |                                           |                                           |                                           |
| 2002                                                           | Хавиржов, Чехия                           | 56 кг                                     | 95                                        | 100                                       | 102.5                                     | 6                                         | 120                                       | 125                                       | 127.5                                     | 4                                         | 230                                       | 5                                         |
| Европейско първенство по вдигане на тежести за юноши и девойки |                                           |                                           |                                           |                                           |                                           |                                           |                                           |                                           |                                           |                                           |                                           |                                           |
| 2002                                                           | Нуоро, Италия                             | 56 кг                                     | 100                                       | 105                                       | 107.5                                     | 4                                         | 130                                       | 130                                       | 135                                       | 2                                         | 240                                       | 1                                         |
| 2003                                                           | Валенсия, Испания                         | 56 кг                                     | 100                                       | 105                                       | 107.5                                     | 1                                         | 130                                       | 135                                       | ---                                       | 1                                         | 240                                       | 1                                         |
| 2004                                                           | Бургас, България                          | 62 кг                                     | 115                                       | 120                                       | 120                                       | 4                                         | 145                                       | 147.5                                     | 150                                       | 1                                         | 262.5                                     | 4                                         |
| 2006                                                           | Палермо, Италия                           | 62 кг                                     | 118                                       | 122                                       | 124                                       | 1                                         | 146                                       | 152                                       | 155                                       | 2                                         | 274                                       | 2                                         |
| Европейско първенство за кадети и кадетки                      |                                           |                                           |                                           |                                           |                                           |                                           |                                           |                                           |                                           |                                           |                                           |                                           |
| 2001                                                           | Клостернойбург, Австрия                   | 50 кг                                     | 75                                        | 80                                        | 82.5                                      | 4                                         | 100                                       | 105                                       | 107.5                                     | 1                                         | 187.5                                     | 1                                         |
| 2002                                                           | Вилньов, Франция                          | 56 кг                                     | 95                                        | 100                                       | 102.5                                     | 1                                         | 125                                       | 130                                       | 130                                       | 1                                         | 232.5                                     | 1                                         |
| 2003                                                           | Дортмунд, Германия                        | 62 кг                                     | 110                                       | 115                                       | 117.5                                     | 1                                         | 140                                       | 145                                       | 147.5                                     | 2                                         | 260                                       | 2                                         |
| 2004                                                           | Ставангер, Норвегия                       | 62 кг                                     | 115                                       | 120                                       | 120                                       | 4                                         | 145                                       | 147.5                                     | 147.5                                     | 4                                         | 260                                       | 4                                         |

## Допинг наказания
Ивайло Филев е санкциониран два пъти от Международната федерация по вдигане на тежести за употреба на допинг. И в двата случая при странни и доста сходни обстоятелства, които водят до санкция не просто за Филев, а за целия национален отбор на България.
Първият случай е от началото на 2008 г. в навечерието на Олимпийски игри в Пекин, когато 11 български национални състезатели по вдигане на тежести са уличени в употреба на  метадианон (анаболен стероид). Това е стимулант от т.нар. група на бианаболите, вещества, които в професионалния спорт към този момент не се използват повече от 20 г. Обяснението от федерацията е, че вероятно се касае за замърсена хранителна добавка. Последните не са били изследвани, поради липса на средства.  Наказанието за Филев e 4 години извън спорта, което го принуждава да потърси алтернативна заетост и да постъпи в българската армия като кадрови войник.
Второто нарушение е от март 2015 г., което лишава Филев от участие на втора олипиада - тази в Рио де Жанейро през 2016 г. През 2015 г. отново се касае за провинение на целия национален отбор по вдигане на тежести, отново уличени са 11 спортисти, като за Иван Марков, Демир Демирев, Ивайло Филев нарушението е повторно след 2008 г. и в крайна сметка получават 18-месечни наказания. Този път в пробите им е установен станозолол, който според деятели на Българската федерация по вдигане на тежести се е съдържал в хранителна добавка "Трайбест", без да е изрично посочен в листовката на препарата. Твърденията са доказани впоследствие след изследване на проби в три независими лаборатории, две от които в Германия, което дава основание на Международната федерация по вдигане на тежести да не наложи най-тежките санкции за българските спортисти, които са 4 години за първо провинение и доживотна забрана за повторно.   
Наказанието на практика слага край на спортната кариера на Филев, който не се завръща на подиума отново .